# Anastasija Reiberger
Anastasija Ryžich, coniugata Reiberger (in russo Анастасия Рыжих?; Omsk, 19 settembre 1977), è un'ex astista russa naturalizzata tedesca.

## Palmarès

### Mondiali indoor
- 1 medaglia:
  - 1 oro (Maebashi 1999 nel salto con l'asta)